# Georg Hanreich (Politiker, 1887)
Georg Hanreich (* 26. Juli 1887 in Wostitz, Österreich-Ungarn; † 6. Mai 1955 in Hargelsberg, Österreich) war ein tschechischer Politiker der deutschen Minderheit und Abgeordneter im tschechoslowakischen Abgeordnetenhaus.

## Leben
Hanreich war der Sohn eines Landwirts. Er besuchte die Staatsrealschule in Brünn und studierte anschließend Germanistik und Anglistik an der Universität Wien. 1911 wurde er promoviert. Nach dem Studium und einem Studienaufenthalt in England arbeitete er vier Jahre lang in Wien und Brünn als Lehrer. Nach dem Ersten Weltkrieg zog er in seinen Heimatort zurück, wo er als Landwirt arbeitete und eine Mühle betrieb.
1919 begann er, sich politisch zu engagieren. 1920 wurde er ins Parlament gewählt und trat dem Bund der Landwirte (Tschechoslowakei) bei. 1920 wurde er als Anführer einrückender deutscher Rekruten von tschechischen Legionären schwer verletzt. 1925 wurde er erneut ins Parlament gewählt, überwarf sich jedoch mit seiner Fraktion und wurde im Frühjahr 1928 aus der Partei ausgeschlossen. Er verlor damit auch sein Mandat und gründete anschließend den Sudetendeutschen Landbund. Als Kandidat dieser Partei zog er 1929 wieder ins Abgeordnetenhaus ein. 1935 verfehlte er die Wiederwahl. Hanreich gründete das Deutsche Haus in Pohrlitz, kümmerte sich um die Errichtung und Erhaltung einer deutschen Volks- und Bürgerschule und gründete die Zeitung Sudetendeutscher Landbote.
Sein Antrag auf Aufnahme in die NSDAP wurde 1939 vom Parteigaugericht Sudetenland abgelehnt, am 15. Januar 1944 hingegen befürwortete NSDAP-Kreisleiter Anton Sogl die Parteimitgliedschaft.

## Veröffentlichung
- Die Dorfkirchhofselegie im 18. Jahrhundert. Wien 1911 (Wien, Univ., Diss., 1911).